# فرودگاه سد دوم
فرودگاه سد دوم (به انگلیسی: Sde Dov Airport) یک فرودگاه همگانی مسافربری با کد یاتا SDV است که یک باند فرود آسفالت دارد و طول باند آن ۱۷۴۱ متر است. این فرودگاه در شهر تل‌آویو اسرائیل قرار دارد و در ارتفاع ۱۳ متری از سطح دریا واقع شده‌است.

## شرکت‌های هواپیمایی و مقصدهای پروازی
| شرکت‌های هواپیمایی      | مقصدهای پروازی      |
| ---------------------- | ------------------- |
| هواپیمایی ارکیا        | ایلات، حیفا , عوودا |
| آییت اوییشن اند توریسم | راش پینا            |
| الروم ایرویز           | صحرایی این یاهاو    |
| شرکت هواپیمایی اسرایر  | ایلات               |